# Only Teardrops
Only Teardrops – singel Emmelie de Forest, wydany 22 stycznia 2013, pochodzący z płyty o tym samym tytule. Utwór napisali i skomponowali Lise Cabble, Julia Fabrin Jakobsen i Thomas Stengaard.
Piosenka wygrała duńskie preselekcje do Eurowizji – Dansk Melodi Grand Prix i została reprezentantem Danii w Konkursie Piosenki Eurowizji 2013 w szwedzkim mieście Malmö. Po wygraniu preselekcji utwór stał się faworytem bukmacherów i klubów OGAE do wygrania konkursu. 18 maja podczas finału w Malmö piosenka zwyciężyła Konkurs Piosenki Eurowizji 2013 z 281 punktami.
Singel znalazł się na 1. miejscu duńskiej listy sprzedaży oraz otrzymał certyfikat podwójnej platyny.
13 czerwca 2013 na oficjalnej stronie internetowej duńskiej telewizji publicznej DR miał premierę teledysk do piosenki, który realizowany był w lesie i na plaży. Klip wyreżyserował Michael Sauer Christensen.

## Lista utworów
- Digital download[12]

1. „Only Teardrops” – 3:03

- CD single[13]

1. „Only Teardrops” – 3:03
2. „Only Teardrops” (Instrumental Version) – 3:03

## Notowania

### Pozycje na listach sprzedaży

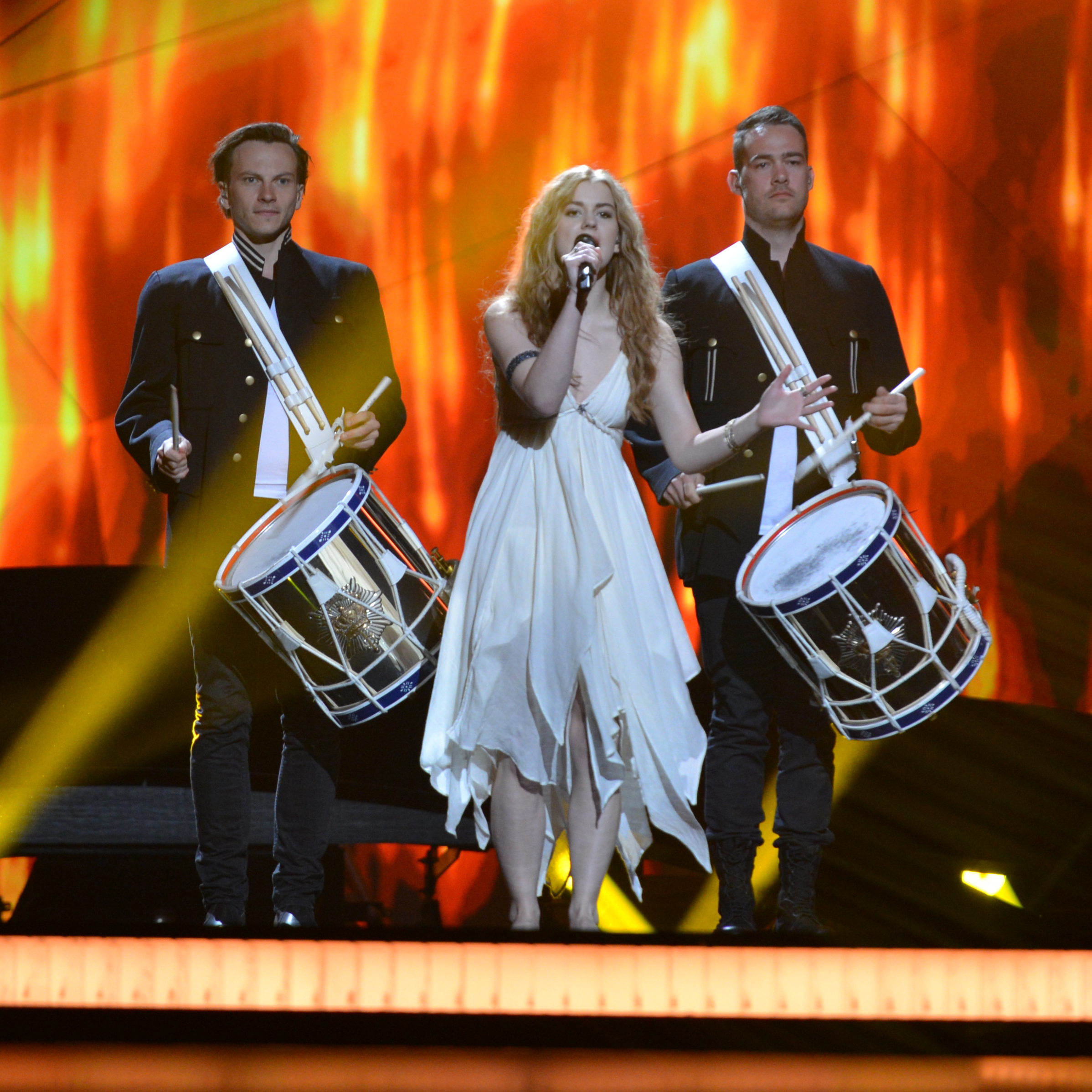
Emmelie de Forest podczas wykonywania utworu „Only Teardrops” w Malmö na Konkursie Piosenki Eurowizji 2013

| Kraj              | Lista (2013/2014)       | Najwyższa pozycja |
| ----------------- | ----------------------- | ----------------- |
| Australia         | ARIA Charts             | 47                |
| Austria           | Ö3 Austria Top 40       | 7                 |
| Belgia (Flandria) | Ultratop 50 Singles     | 11                |
| Belgia (Walonia)  | Ultratop 50 Singles     | 26                |
| Dania             | Tracklisten             | 1                 |
| Finlandia         | Suomen virallinen lista | 17                |
| Francja           | SNEP                    | 79                |
| Grecja            | Billboard               | 1                 |
| Hiszpania         | PROMUSICAE              | 8                 |
| Holandia          | MegaCharts              | 4                 |
| Irlandia          | IRMA                    | 5                 |
| Islandia          | Tónlist                 | 2                 |
| Niemcy            | Official German Charts  | 5                 |
| Norwegia          | VG-Lista                | 9                 |
| Szwajcaria        | Schweizer Hitparade     | 3                 |
| Szwecja           | Sverigetopplistan       | 3                 |
| Wielka Brytania   | UK Singles Chart        | 15                |

## Certyfikat
| Kraj                 | Certyfikat |
| -------------------- | ---------- |
| Dania (IFPI Denmark) | 2× platyna |

## Historia wydania
| Kraj       | Data             | Format           | Wytwórnia  |
| ---------- | ---------------- | ---------------- | ---------- |
| Dania      | 22 stycznia 2013 | digital download | Sony Music |
| Świat      | 2 maja 2013      | digital download | Sony Music |
| Austria    | 14 czerwca 2013  | singel CD        | Sony Music |
| Niemcy     | 14 czerwca 2013  | singel CD        | Sony Music |
| Szwajcaria | 14 czerwca 2013  | singel CD        | Sony Music |

## Tekst i interpretacja
Kiedy tylko usłyszałam tę piosenkę, momentalnie się w niej zakochałam... Opowiada ona o wojnie i pokoju, zarówno w związku, jak i na świecie. To sprawy, które dotyczą wszystkich ludzi bez wyjątku.

## Nagrody i nominacje
| Rok  | Konkurs                         | Kategoria                      | Rezultat  |
| ---- | ------------------------------- | ------------------------------ | --------- |
| 2013 | Konkurs Piosenki Eurowizji 2013 | Grand Prix konkursu            | Wygrana   |
| 2013 | Rockbjörnen                     | Najlepsza zagraniczna piosenka | Nominacja |